# СОНИДЕП (футбольный клуб)
«СОНИДЕП» (фр. SONIDEP) — нигерский футбольный клуб из города Ниамей. Выступает в чемпионате Нигера. Основан в 2014 году. Цвета команды — белый, синий и зелёный.

## История
Команда основана в 2014 году Нигерской нефтяной компанией (фр. Société Nigérienne des Produits Pétroliers) от которой клуб и получил название. Летом 2014 года команда сыграла на Кубке СОНИДЕП. В сезоне 2014/15 команда добивается победы во втором дивизионе Нигера и доходит до финала Кубка Нигера, где обыгрывает «Национальную жандармерию» (1:0). В матче за Суперкубок команда уступает «Дуану» (1:3). С сезона 2012/13 команда беспрерывно играет в чемпионате Нигера. СОНИДЕП дважды подряд становился чемпионом страны в сезонах 2017/18 и 2018/19. В 2019 году команда также становится обладателем Кубка и Суперкубка Нигера.
На всеафриканском уровне команда дебютировала в 2016 году в рамках Кубка Конфедерации КАФ в предварительном этапе против ливийского «Аль-Иттихада» (4:5 по сумме двух матчей). В главном африканском клубном турнире — Лиге чемпионов КАФ команда впервые сыграла в сезоне 2018/19. В первом раунде «СОНИДЕП» уступил замбийскому «ЗЕСКО Юнайтед» (1:5 по сумме двух матчей).

## Достижения
- Чемпион Нигера (2): 2017/18, 2018/19
- Обладатель Кубка Нигер: 2014/15, 2018/19
- Финалист Кубка Нигера (3): 2016/17
- Обладатель Суперкубка Нигера: 2019

## Известные игроки
В данный список включены футболисты, выступавшие за национальную сборную Нигера в международных турнирах.
Чемпионат африканских наций 2016
- Кадер Амаду Додо

Чемпионат африканских наций 2020
- Мухамаду Хамиду
- Сулейман Лавали
- Амаду Бубакар

## Главные тренеры
- Хасан Баркире (2017—2019)[7]
- Абдраман Майга (2020—н. в.)

## Статистика
| Сезон   | Дивизион               | Место в чемпионате              | И                               | В                               | Н                               | П                               | ГЗ                              | ГП                              | О                               | Кубок       | Суперкубок | Примечание |
| ------- | ---------------------- | ------------------------------- | ------------------------------- | ------------------------------- | ------------------------------- | ------------------------------- | ------------------------------- | ------------------------------- | ------------------------------- | ----------- | ---------- | ---------- |
| 2014/15 | Второй дивизион Нигера |                                 |                                 |                                 |                                 |                                 |                                 |                                 |                                 | Победитель  | Финалист   | [ 8 ]      |
| 2015/16 | Чемпионат Нигера       | 8 из 14                         | 26                              | 8                               | 11                              | 7                               | 25                              | 20                              | 35                              | Полуфинал   |            | [ 9 ]      |
| 2016/17 | Чемпионат Нигера       | 8 из 14                         | 26                              | 8                               | 11                              | 7                               | 22                              | 20                              | 35                              | Финалист    |            | [ 10 ]     |
| 2017/18 | Чемпионат Нигера       | 1 из 16                         | 30                              | 20                              | 8                               | 2                               | 46                              | 13                              | 68                              | 1/4 финала  |            | [ 11 ]     |
| 2018/19 | Чемпионат Нигера       | 1 из 14                         | 26                              | 17                              | 7                               | 2                               | 37                              | 13                              | 58                              | Победитель  | Победитель | [ 4 ]      |
| 2019/20 | Чемпионат Нигера       | отменён из-за пандемии COVID-19 | отменён из-за пандемии COVID-19 | отменён из-за пандемии COVID-19 | отменён из-за пандемии COVID-19 | отменён из-за пандемии COVID-19 | отменён из-за пандемии COVID-19 | отменён из-за пандемии COVID-19 | отменён из-за пандемии COVID-19 | 1/16 финала |            | [ 12 ]     |
| 2020/21 | Чемпионат Нигера       | 6 из 14                         | 26                              | 9                               | 8                               | 9                               | 32                              | 31                              | 35                              | 1/16 финала |            | [ 13 ]     |
| 2021/22 | Чемпионат Нигера       |                                 |                                 |                                 |                                 |                                 |                                 |                                 |                                 |             |            | [ 14 ]     |